# Aradus corticalis
Aradus corticalis är en insektsart som först beskrevs av Carl von Linné 1758.  Aradus corticalis ingår i släktet Aradus, och familjen barkskinnbaggar. Arten är reproducerande i Sverige.

## Bildgalleri

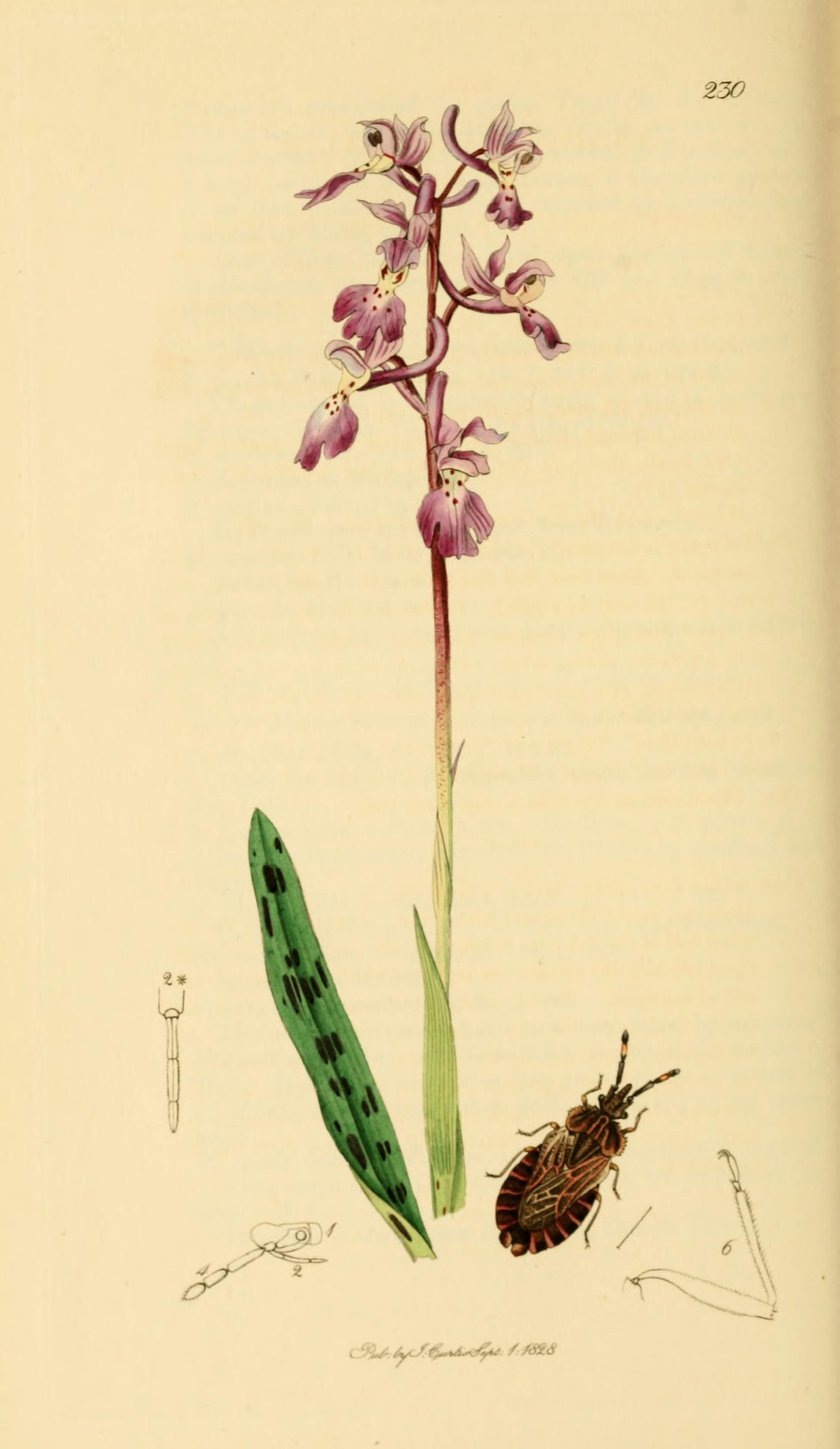
Aradus corticalis & Orchis mascula.